# ジョージ・リチャーズ・エルキントン

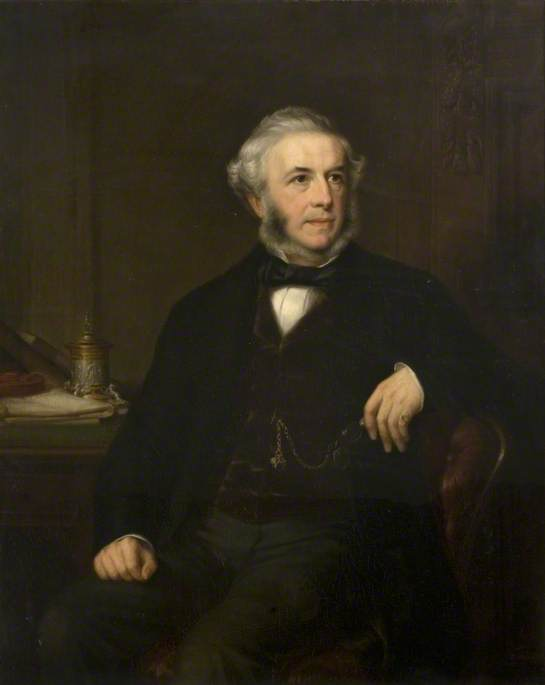

ジョージ・リチャーズ・エルキントン（英: George Richards Elkington, 1801年10月17日 – 1865年9月22日）は、イングランド、バーミンガムの製造業者。エルキントンは、商業的採算がとれるものとしては最初の電気めっき技術の特許を取得した。

エルキントンは、バーミンガムで、眼鏡製造業者の息子として生まれた。叔父たちが経営していた銀めっき事業に入って徒弟修行をした後、叔父たちが死去したために、その事業をひとりで継承することになった。後には、いとこであるヘンリー・エルキントン (Henry Elkington) との共同経営に移行した。当時、電気めっきについての科学的知識はまだ萌芽的な段階にとどまっていたが、エルキントン家はいち早くその将来性を認識した。バーミンガムの外科医ジョン・ライト (John Wright) が、電気めっきに用いるシアン化物の中からシアン化銀溶液の有用性を発見した1840年の時点で、エルキントン家は、既に金属加工への電気の応用についていくつか特許を取得していた。

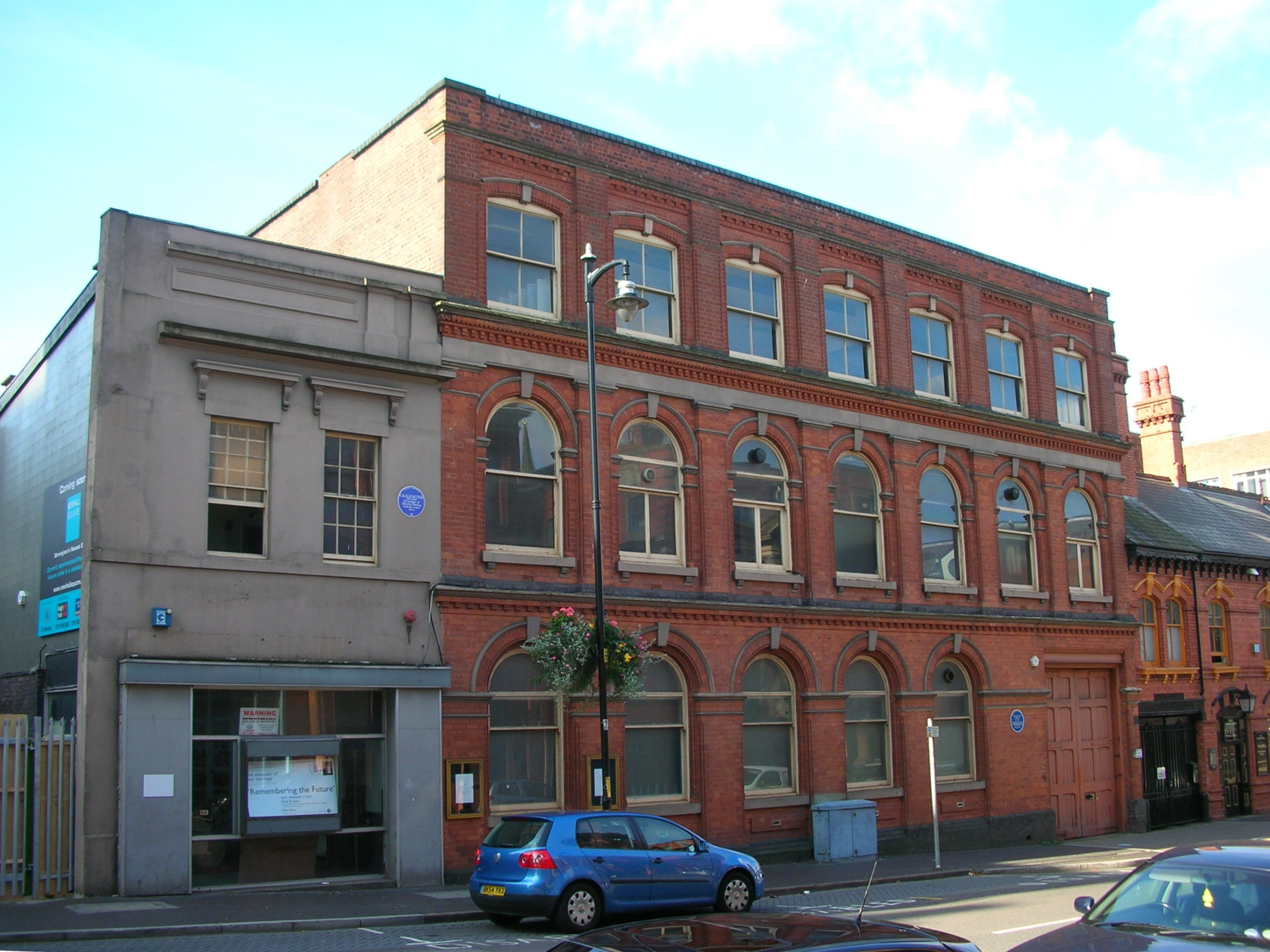
旧エルキントン銀めっき工場（旧科学産業博物館）

エルキントン家はライトが発見した処理法の権利を買い取って特許を得、その後に開発された様々な処理法や技法の改良についても権利を取得した。1843年には、ヴェルナー・フォン・ジーメンスの最初の発明である金銀めっき処理の改良についての特許を買い取った。
1841年、エルキントン家はバーミンガムのジュエラリー・クォーター (Jewellery Quarter) にあるニューホール・ストリート (Newhall Street) に、新しい電気めっき工場を開設した。翌1842年にはペン製造業者のジョサイア・メイソン (Josiah Mason) が事業に加わって、製品の多様化を進め、同社が製造していたほとんどの宝飾品や食器などに、より安価な技法によるめっきが施されるようになった。ヴィクトリア朝時代になると、電気めっきは大成功を収め、1880年には、1000人の従業員がニューホール・ストリートの工場で働き、さらに6カ所の工場が稼働していた。

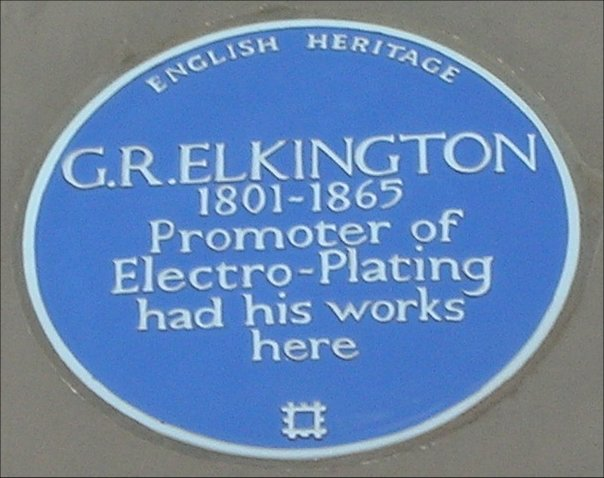
旧・科学産業博物館のブルー・プラーク

エルキントンを記念したブルー・プラークは、バーミンガムのニューホール・ストリートに残る、旧エルキントン銀めっき工場の建物に掲げられている。この建物は、その後、科学産業博物館に転用されたが、既に博物館は閉館している。

## 家族
エルキントンは、1825年にメアリ・オースター・バレニー (Mary Auster Balleney) と結婚し、夭折した者を除いて、フレデリック (Frederick)、ジョージ (George)、ジェームズ (James)、アルフレッド (Alfred)、ハワード (Howard)、ハイラ (Hyla)、そして女の子エマ  (Emma) と、あわせて7人、6男1女の子供たちをもうけた。妻メアリ・オースターは、1858年に没し、セリー・オークの聖メアリー教会 (St. Mary's Church)の敷地内に埋葬された。1860年、エルキントンは、マーガレット・モーガン・ジョーンズ (Margaret Morgan Jones) と再婚した。
現在、セリー・オークの聖メアリ教会には2人の妻とエルキントン自身を記念したステンドグラスの窓が設けられている。ジョージ・エルキントンは、この教会の建設にあたってかなり大きな額の献金を寄せていた。